# Elking Scoby
Elking Rolando Scoby Hamilton (Limón, 23 de agosto de 1993) es un futbolista costarricense que juega como centrocampista y actualmente juega en Limón Black Star de la Segunda División de Costa Rica.

## Clubes
| Club                               | País       | Año           |
| ---------------------------------- | ---------- | ------------- |
| Limón FC                           | Costa Rica | 2011 - 2012   |
| Uruguay de Coronado                | Costa Rica | 2014          |
| Limón FC                           | Costa Rica | 2015          |
| Municipal Liberia                  | Costa Rica | 2016          |
| Uruguay de Coronado                | Costa Rica | 2016 - 2017   |
| UCR Fútbol Club                    | Costa Rica | 2018          |
| Asociación Deportiva Barrio México | Costa Rica | 2019          |
| Limón FC                           | Costa Rica | 2020          |
| Limón Black Star                   | Costa Rica | 2022 - actual |